# Kanarecznik biały
Kanarecznik biały, komiężnik biały (Canarium album) – gatunek drzewa z rodziny osoczynowatych. Występuje na terenie Azji południowo-wschodniej.

## Morfologia
Drzewo o liściach nieparzystopierzastych, jajowatych lub eliptycznych. Z wyglądu podobne do kanarecznika czarnego (Canarium pimela).

## Zastosowanie
- Owoce jadalne na surowo lub w postaci peklowanej. Owoce pobudzają i poprawiają trawienie.
- Roślina lecznicza.